# Колібрі-бджола кубинський
{{#ifeq:0|0|{{#if:|{{#if:Mellisugahelenae|[[]}}|}}}}
Колібрі-бджола кубинський (Mellisuga helenae) — вид птахів з роду колібрі-бджола. Найменший з птахів вагою 2 грами.

## Поширення
Ендемічний вид острова Куби. Загальна площа поширення 109 000 кв. км. Середовищем проживання є ліси та чагарники.

## Морфологія
Довжина тіла близько 6,3 см, з них 1,2 см припадає на дзьоб та 1,5 см на хвіст. Крило довжиною 2,9 см. У самця верхня частина тіла зелено-блакитна, глянсова; на потилиці більше зеленого кольору, на хвостових пір'їнах синього. Блискуча червона голова та шия. Нижня частина тіла білувата, боки зеленуваті. Синьо-зелені, райдужні махові пера. Чорний дзьоб. У самки темніша голова, сіра пляма під оком та сірувата в нижній частині тіла. Маса тіла - 1,6-1,9 грама.

## Розмноження
Сезон розмноження триває з березня по червень. Весь період, починаючи із будівництва гнізда, завершуючи годівлею, тільки самиця займається потомством. Гніздо, виготовлене з тонких паличок, скріплене павутиною та лишайниками. В більшості випадків самка відкладає по 2 яйця довжиною не більше 6 мм. Інкубація триває 22 дні. Пташенята залишають гніздо через 18 днів після висиджування.